# Чжан Шичай

## Биография
Чжан Шичай (Zhan Shichai кит. 詹世釵) (20 декабря 1841– 5 Ноября 1893). Китайский Человек великан китайский, который путешествовал по миру в XIX веке; был известен под псевдонимом «Чан Во Го».

## Молодость
Родился в провинции Аньхой в 1841 году, (по разным данным между 1841 и 1847 годом). Каких-либо официальных научных подтверждений его роста не сохранилось, но по данным Китайского музея в Мельбурне, его рост составлял 2.4 метра.Согласно историческим записям, когда-то работал на шанхайской фабрике по производству чернил. Потом в Шанхае он был замечен иностранцами, которые выставляли его на всеобщее обозрение и продавали билеты, что бы люди могли увидеть гигантского человека. В 1865 году англичане купили его привезли в Англию, где он путешествовал по Лондону и выступал на сцене, позже путешествовал по Европе, Америке и Австралии, где стал известен как «Чжан китайский великан». в результате Чжан Шичай оказался одним из первых китайцев, отправившихся в Европу. Согласно книге Сюань Дина Жизнь Чжан Шичая в чужой стране не была такой легкой, иностранцы считали его только средством для зарабатывания денег. Чжан Шичай  пытался интегрироваться в Европейской общество , носил одежду в британском стиле, учился говорить на английском и французском языках, получил британское гражданство, указывается, что он научился понимать 10 иностранных языков. В Америке его зарплата составляла 500$ в месяц.

## Дом
В деревне Хунгуань （虹关）, где родился Чжан Шичай, есть переулок под названием Чанренсиан (长人巷), что переводиться как переулок длинного человека. По словам местных жителей на этой улице до сих сохраняется старый дом, где жил Чжан Шичай. Согласно переписи культурных реликвий города, данная резиденция была построена при династии Мин, где сохранились декоративные элементы: ворота с изображением дракона, резьба с изображением карпов и птиц. Так же до культурной революции в доме висели его фотографии, но, к сожалению, они были сожжены во временя культурной революции.

## Личная жизнь
Кин Фу, китайская жена, которая осталась в Китае, после отъезда в Европу Чжан Шичая,  умерла в 1871 году, после чего он женился на Кэтрин Сантли, девушке из Ливерпуля с которой он познакомился в Сиднее, Австралия. У Кэтрин уже было двое сыновей и одна дочь. У них родились двое детей: в 1877 году в Шанхае появился на свет их первенец Эдвин, а в 1879 году в Париже – Эрнест. В 1878 году Чжан Покинул сцену и осел в Борнмуте, Англия, где начал заниматься небольшим бизнесом: открыл чайную и продавал привезенные товары из Китая.

## Смерть
Чжан умер в Боргнмуте в 1893 году, в возрасте около 50 лет, через четыре месяца после смерти его жены Кэтрин Сантли. Исторические данные указывают, что длина его гроба составляла 2,6 метра.